# Пеконік (Нью-Йорк)
Пеконік (англ. Peconic) — переписна місцевість (CDP) в США, в окрузі Саффолк штату Нью-Йорк. Населення — 692 особи (2020).

## Географія
Пеконік розташований за координатами 41°2′21″ пн. ш. 72°27′52″ зх. д. / 41.03917° пн. ш. 72.46444° зх. д. (41.039067, -72.464419).  За даними Бюро перепису населення США в 2010 році переписна місцевість мала площу 9,08 км², з яких 8,75 км² — суходіл та 0,33 км² — водойми.

## Демографія
Згідно з переписом 2010 року, у переписній місцевості мешкали 683 особи в 273 домогосподарствах у складі 189 родин. Густота населення становила 75 осіб/км².  Було 479 помешкань (53/км²).
Расовий склад населення:
| - 90,0 % — білих - 4,2 % — чорних або афроамериканців - 0,1 % — азіатів - 5,1 % — осіб інших рас |

До двох чи більше рас належало 0,4 %. Частка іспаномовних становила 10,2 % від усіх жителів.
За віковим діапазоном населення розподілялося таким чином: 17,9 % — особи молодші 18 років, 58,5 % — особи у віці 18—64 років, 23,6 % — особи у віці 65 років та старші. Медіана віку мешканця становила 49,7 року. На 100 осіб жіночої статі у переписній місцевості припадало 109,5 чоловіків;  на 100 жінок у віці від 18 років та старших — 109,3 чоловіків також старших 18 років.
Середній дохід на одне домашнє господарство  становив 136 901 долар США (медіана — 66 442), а середній дохід на одну сім'ю — 182 303 долари (медіана — 86 071). 
Цивільне працевлаштоване населення становило 267 осіб. Основні галузі зайнятості: освіта, охорона здоров'я та соціальна допомога — 23,2 %, роздрібна торгівля — 15,7 %, мистецтво, розваги та відпочинок — 12,4 %, виробництво — 12,0 %.